# Stazione di Coslada
La stazione di Coslada è una stazione a servizio dell'omonimo comune, sulla ferrovia Madrid-San Fernando de Henares.
Si trova tra Calle de Pablo Neruda e Paseo Francisco Javier Sauquillo, nel comune di Coslada.

## Storia
La stazione è stata inaugurata con l'istituzione dei servizi di Cercanías di Madrid negli anni ottanta.

## Servizi
- Ascensore

## Movimento
L'infrastruttura è servita linee C-2, C-7 e  C-8 della rete delle cercanías di Madrid.

## Interscambi
La stazione consente l'interscambio con la fermata Coslada Central della linea 7 della metropolitana di Madrid.
Nelle vicinanze della stazione effettuano fermata alcune linee urbane e interurbane automobilistiche, gestite da EMT Madrid.
- Fermata metropolitana (Coslada Central, linea 7)
- Fermata autobus